# Alisa Weilerstein
Alisa Weilerstein (Rochester, EUA, 14 d'abril de 1982) es una violoncel·lista clàssica estatunidenca.

## Vida i carrera
Alisa Weilerstein va néixer a Rochester, Nova York. Va començar a tocar el violoncel als quatre anys. Va fer el seu debut als 13 amb l'Orquestra de Cleveland tocant les Variacions sobre un tema rococó de Txaikovski. Com a solista ha actuat amb gran nombre d'orquestres importants en els quatre continents. També és molt activa en música de cambra i actua amb els seus pares, el violinista Donald Weilerstein (fundador i primer violinista del Quartet de Cleveland) i la pianista Vivian Hornik Weilerstein, com el Trio Weilerstein. El trio actualment resideix en el Conservatori de Nova Anglaterra de Boston. També interpreta música de cambra juntament amb el pianista Jonathan Biss.
Defensora de la música contemporània, Weilerstein ha treballat extensament amb compositors com ara Osvaldo Golijov i Lera Auerbach, així com amb el compositor de Filadèlfia Joseph Hallman. Va interpretar l'estrena a Nova York del Concert per a violoncel "Azul" de Golijov en el Lincoln Center, durant el Mostly Mozart Festival, l'estrena mundial dels 24 Preludis per a violoncel i piano d'Auerbach en el Festival de Música Internacional de Caramoor, la transcripció del Op. 34 de Xostakóvitx, per a violoncel i piano d'Auerbach en el Schleswig-Holstein Musik Festival, i el Concert per a violoncel de Hallman amb l'Orquestra Filharmònica de Sant Petersburg.
El 2000-2001 va guanyar un Avery Fisher Career Grant i va ser seleccionada per a tocar en el ECHO "Rising Stars" i en Chamber Music Society II, el programa d'artistes joves de la Chamber Music Society del Lincoln Center. En 2006 va ser guardonada del Premi Leonard Bernstein al Schleswig-Holstein Musik Festival. En 2011 va rebre una beca Genius Grant de la MacArthur Foundation.
El 2004 es va graduar en la Universitat de Colúmbia de Nova York amb un títol en història russa.
Toca un violoncel William Forster de 1790.
El seu germà és el violinista i director Joshua Weilerstein (nascut en 1987). Està casada amb el director veneçolà Rafael Payare.